# Język masimasi
Język masimasi – prawie wymarły język austronezyjski używany w prowincji Papua w Indonezji (dystrykt Pantai Timur, kabupaten Sarmi).
Według danych z 2005 roku posługuje się nim zaledwie 10 osób. Jego użytkownicy zamieszkują wieś o tej samej nazwie.